# Extra Dry
Pour les articles homonymes, voir Lightnin'.
Pour plus de détails, voir Fiche technique et Distribution.
Extra Dry (en anglais : Lightnin') est un film muet américain réalisé par John Ford, sorti en 1925.

## Synopsis
Mme Jones et son mari, le paisible « Lightnin' Bill » ou encore « Lazy Lightnin' » (« Bill l'éclair » ou « Éclair paresseux »), vivent tranquillement dans le petit hôtel qu'ils tiennent à la frontière de la Californie et du Nevada. L'annonce de l'arrivée du chemin de fer éveille l'intérêt de deux escrocs qui manœuvrent pour s'emparer de leurs biens. Mais leur fille Millie et son fiancé, le jeune avocat John Marvin, veillent.

## Fiche technique
- Titre original : Lightnin'
- Réalisation : John Ford
- Scénario : Frances Marion, d'après la pièce Lightnin' de Winchell Smith et Frank Bacon
- Photographie : Joseph H. August
- Production : William Fox
- Société de production et de distribution : Fox Film Corporation
- Pays de production :  États-Unis
- Langue originale : anglais
- Format : Noir et blanc - 35 mm - 1,33:1 - Film muet
- Genre : Comédie dramatique
- Durée : 80 minutes[1] (2454 m)
- Date de sortie : 
  - États-Unis : 23 août 1925

## Distribution
- Jay Hunt  : « Lightnin' » Bill Jones
- Madge Bellamy : Millie
- Edythe Chapman : Mme Jones
- Wallace MacDonald : John Marvin

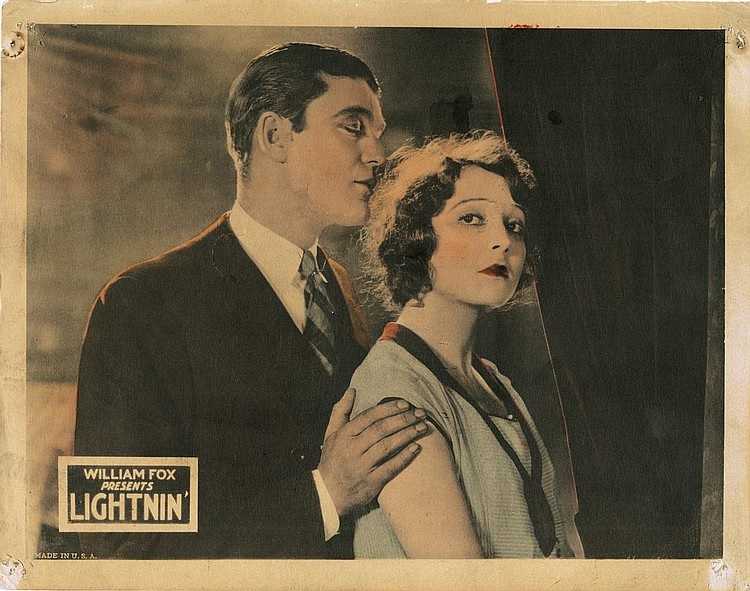
Wallace MacDonald et Madge Bellamy dans le film.

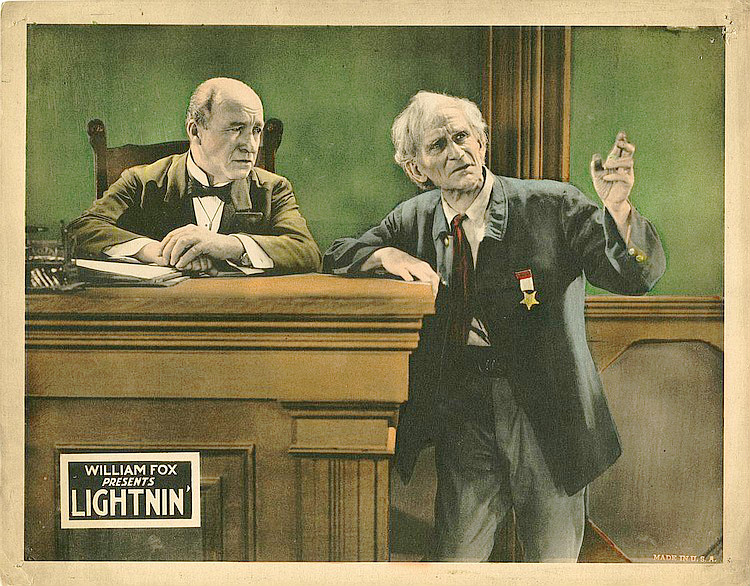
J. Farrell MacDonald et Jay Hunt dans une scène du film.

- J. Farrell MacDonald : le juge Townsend
- Ethel Clayton : Margaret Davis
- James A. Marcus : Shérif Blodgett
- Otis Harlan : Zeb
- Brandon Hurst : Everett Hammond
- Richard Travers : Raymond Thomas
- Peter Mazutis : Oscar

## Autour du film
- La pièce Lightnin a fait l'objet d'un remake sonore en 1930 : "Lightnin'", réalisée par Henry King avec Will Rogers, acteur cher à John Ford, dans le rôle principal.